# 804
804 (DCCCIV) je bilo prestopno leto, ki se je po julijanskem koledarju začelo na ponedeljek.

## Dogodki
- 1. januar

## Smrti
- 19. maj - Alkuin, angleški teolog in učenjak († 735)

Neznan datum
- Mnata, legendarni češki knez (* 738)